# Неманифестна исхемијска болест срца
Неманифестна исхемијска болест срца (НИБС), нема исхемија срца, асиптоматска исхемија срчаног мишића је стање смањеног прилива кисеоника и неадекватно накупљања метаболичких продуката, због смањене перфузије у срчаном мишићу, што има за последицу неманифестну исхемију срчаног мишића (миокарда), која се клинички карактерише одсуством ангинозног бола. НИБС је често праћена осећајем недостатка ваздуха (диспнеја) или замарањем.
Уз исхемију мождане циркулације, периферну артеријску оклузивна болест и дисекцију аорте НИБС један је од најчешћих узрока морбидитета и морталитета у развијеним државама света.

## Класификација кардиоваскуларних болести
Кардиоваскуларне болести (КВБ) представљају велику и хетерогену групу болести које, према 10 ревизији, МКБ 10 — Међународна класификација болести, обухватају следеће поремећаје здравља:
- Акутна реуматска грозница (I00-I02),
- Хроничне реуматске болести срца (I05-I09),
- Болести проузроковане повишеним крвним притиском (I10-I15),
- Исхемијска болест срца (коронарн болест срца) (I20-I25),
- Болести срца плућног порекла и Болести крвних судова плућа (I26-I28),
- Друге болести срца (I30-I52),
- Болести крвних судова мозга (I60-I69),
- Болести артерија, малих артерија и капилара (I70-79)
- Болести вена, лимфних судова и лимфних чворова (I80-I890),
- Друге и неозначене болести крвотока (I95-I99).

## Историја
Мада многи епидемиолози нему исхемијску болест срца сматрају болешћу данашњице, јер је први пут детаљније описана у 1970. години њени симптоми су биле познате још у старом Египту. Непознати египатски лекар забележио је неке њене битне карактеристике - непредвидљивост, осећај нелагодности и бол у грудима, и написао; када се јави бол у грудима, смрт није далеко.
Имајући и у виду да је у основи настанка исхемијске болест срца атеросклерозе, са историјске тачке гледања треба навести и да се за атеросклерозу зна да постоји преко 3200 година, јер је нађена на ископаним египатским мумијама из XVIII династије египатских фараона, који су живели 1224. године пре наше ере.
Један од најпознатијих древних индијских лекара и учитеља Махариши Сушрута још 500. п. н. е, познавао је орган као што је срце и изучавао његову улогу у кретању „виталне течности кроз канале“. Махариши Сушрута је међу првима уочио тегобе (бол иза грудне кости) идентичне исхемијском срчаном болу, које је под називом „Hritshoola“-срчани бол описао у свом чувеном трактату „Сушрута Самхита”.
Први опис клиничког синдрома исхемијска болест срца датира из 17. века у аутобиографији енглеског књижевника Едварда Хајда (Edward Hyde 1609—1674), грофа од Кларендона. У њој је Едвард овако описао тегобе његовог оца, које је он имао након напора; „бол у левој руци га је толико мучио да би он побледео“.
Први научни опис овог синдрома објавио је патолошки анатом Ђовани Батиста Моргани (Giovanni Battista Morgani 1682—1771) у делу „О седишту и узроцима болести“ (лат. De sedibus et causis morborum ...). Моргани је већ 1707. сецирао леш једног болесника који је умро након стенокардичног напада, али је опажања о овом случају објавио тек 1761.
На веома упечатљив и стручан начин клиничке симптоме исхемијска болест срца приказао је Вилијам Хаберден (William Haberden 1710—1801) 1876. Док су ранији аутори указивали само на бол и диспнеју Хаберден је описао и пароксизмални осећај стезања у грудима. У једном предавању, одржаном 21. јула 1768. на Краљевском колеџу лекара Хаберден је први пут употребио израз ангина пекторис.
Пари (Paryy 1755—1882) је први претпоставио да би коронарне артерије могле бити одговорни фактор у патогенези стенокардије. Едвард Џенер (Edward Jenner (1749—1823) указао је такође на повезаност стенокардије и атеросклерозе срчаних крвних судова.
Алан Бурн (Allan Burns 1781—1813) је закључио да је синдром ангине пекторис, у ствари клиничка манифестација коронарне опструкције.
Херман Нотнагел (Hermann Nothnagel 1881—1905) описао је вазомоторни облик ангине пекторис, од које је и сам боловао. На овај облик исхемијска болест срца указао је је 1806. и Леонард Ландоис. А на аорталну генезу тог синдрома посумњао је Томас Клајфорд Албут (Thomas Clifford Allbutt 1836—1925).
За лечење ангинозних напада у исхемијској болести срца Томас Брунтон (Thomas Lauder Brunton), први је препоручио амилнитрат 1876., а две године касније Вилијам Мурел (William Murrell) нитроглицерин. Аскенази (S. Askanazi) је за лечење ангинозних болова применио диуретин. Оперативно лечење ангине пакторис започео је Томас Јонеско (Thomas Jonnesco 1860—1926) који је 1916. препоручио примену вратне симпатектомије.
Током 1924. А. Левен у лечењу стенокардије уводи примену паравертебралне инјекције алкохола, а Р. Лерих 1936 (R.Lerich) стелектомију.
Након што је 1974. Андреас Гринциг извео прву ангиопластику на перифеним крвним судовима, у локалној анестазији код човека, он је након интервенције на анималном моделу, приказао и прву успешну дилатацију стенозираног срчаног крвног суда. Заједно са Милером и Ханаом, 1977. у Сан Франциску а потом у Цириху, током елективног аортокоронарног премошћавања, Андреас Гринциг је урадио прву коронарну ангиопластику, а затим 16. септембра 1977, по први пут у историји медицине и самосталну перкутану коронарну интервенцију.
Важна открића у интервентној кардиологији настају 1986. када су, напре Жак Пуел (фр. Jacques Puel) у Тулузу - Француска, а затим и Улрих Сигвар (Ulrich Sigwar) са сарадници 1987. године имплантирали први интракоронарни стент, којим је омогућена још шира употреба перкутаних коронарних интервенција широм света. Главни разлог за њихово увођење у интервентну радиологију било је смањење број рестеноза које су се јављале након ангиопластике и боља подршка дилатираном (проширеном) крвном суду или цевастом каналу.

## Епидемиологија
Као што је предложено у 1980. години, шема епидемиолошког истраживања болесника са НИБС прате три одвојене популације, сврстане у три групе:
Прва група - особе без симптома,
Друга група - особе које су без симптома након прележаног срчаног удара,
Трећа група - особе са симптоматским и асимптоматским исхемијским епизодама, односно, пацијенати са стабилном или нестабилном ангином пекторис.

### Спајање друге и треће групе
Алтернативно, друга и трећа групе могу спојити тако да се у студијама најчешће могу пратитиу две групое
Прва група - коју чине болесници са неманифестном исхемијском болести срца,
Друга група - са манифетним и јасно утврђеним знацима болести.
- У једној од најранијих студија, Америчког Ратног ваздухопловства,[25] која је спроведене у 1.390 мушкараца, од којих је 111 имало позитивне тестове вежбе, 34 испитаника од ових 111 (≈ 2,5%) имало на артериографији коронарне лезије са најмање 50% стенозе.

- Тулов са садницима,[26] на узорку од 2.014 норвешких мушкараца, стално у покрету старости између 40 и 59 година (просечне старости 50 година), открио је на коронарној артериографији, код мушкараца са позитивним тестом оптерећења, 69 стеноза од најмање 50% стенозе у једној коронарној артерији. Потпуно без симптома (од 69 особа са позитивним ангиографским налазом) било је њих 50 (или 2,7% од укупног броја испитаника). Овај проценат је веома сличан оном у студија Америчког Ратног ваздухопловства.

- Преваленца бола у грудима или нелагодности у грудима варира у различитим деловима света. Велики део људи у свету, према објављеним подацима пати од неке врсте нелагодности у грудима. У британској студији у 7.735 људи, ангина пекторис или у историји болести наведен акутни срчаног удара забележен је у 14% испитаника, док је око 24% испитаника боловало од атипичног бола у грудима.[27][28]

- Комбинујући сцинтиграфију талијумом и ЕКГ налазе, (али без артериографија) Флег и сар,[29] објавили су прогресивно повећање преваленције вежбањем индуковане исхемију у асимптоматских - здравих појединаца након преласка из једне деценије у другу.

- У Балтимор лонгитудиналној студије, преваленција је 2,5% за оне испод 60 година старости и >10% за оне изнад 70 година. У 2000. години, Хи и сар,[30] након истраживања на узорку од 4.000 испитаника, објавили су да се на основу изражености коронарних калцификација, применом стресне ЦТ томографије може одредити постојање неманифестне исхемије миокарда. Када је калцијум скор био између 11 до 100, 2,6% испитаника имао је неманифестну исхемију у поређењу са 11,3%, са скором између 101 до 399, и 46% испитаника са скором изнад 400 бодова.

## Патогенеза
Исхемијска болест срца је ургентно стање у кардиологији, које настаје као последица смањене или поремећене циркулације крви и смањеног прилива кисеоника у ткиву и ћелијама срчаног мишића. Поремећај циркулације крви кроз срчани мишић узрокује несклад између његових потреба за кисеоником и концентрације кисеоника, услед анотомопатолошких промена на срчаним (коронарним) артеријама, у којима доминира спазам или сужење лумена крвног суда у различитом степену или њихово потпуно зачепљење. Наведени перфузиони поремећај је последица одмакле болести срчаних артерија и високог степена опструктивних промена у њима.
Стања у којима органска или динамска опструкција коронарних артерија или повећан васкуларни отпор ограничавају коронарни проток, узрокује исхемију срчаног мишића.
| Потрошња кисеоника у срчаном мишићу одређена је: | - срчаном фреквенцијом, - систолни притиском, - ендодијастолним волуменом, - дебљином зидова и контрактилном способоношћу леве коморе. |

У условима физичког оптерећења код болесника у којих је присутна коронарна опструкција, долази до повећања срчаног рада условљавајући несразмеру изменуу понуде и потражње миокарда за кисеоником, што последично доводи до пролазне исхемије услед веће потражње за кисеоником.
На електрокардиограму код ових болесника бележе се промене као последица свих ових дешавања у виду спутања СТ сегмента што је карактеристично за субендокардну исхемију, или елевацију СТ сегмента која прати појаву настанка трансмуралне исхемије.
Карактеристино је да промене на СТ сегменту које су регистроване 24 часовнаим електрокардиограмом, не морају бити праћене било каквим субјективним тегобама које су иначе присутне током појаве исхемије срчаног мишића. Зато се сматра да је нема исхемија срчаног мишића, последица комбинације разлиите сензитивности на болне драи и ендотелне дисфункције у коронарној болести.
| Механизми којима се објашњава настанак неме исхемије: | - постојање аутономне неуропатије, - висок праг за друге врсте болних дражи, - повећана продукција ендорфина, који повећава праг за бол, - различит степен тежине исхемије у болесника са стабилном и нестабилном ангином пекторис. |

Епизоде неме исхемије доводе се и у везу са физиолошким ритмовима. То се објашњава чињеницом да се многи срчани догађаји дешавају у раним јутарњим часовима, који су узроковани повећаном потрашњом кисеоника од стране срчаног мишића. Ова потрошња условљена је:
- повећним крвним притиском (који је у јутарњим часовима виши),
- убрзаним радом срца,
- већом концентрацијом катехоламина,
- већим коронарним вазомоторне тонусом,
- повишеном агрегацијом тромбоцита,
- смањеним фибринолитиким процесом.[37]

Код пацијената који болују од вазоспастине ангине, најчешће су у току ноћи присутне епизоде исхемије са појавом болова или без њих.

## Етиологија
Једна од најчешћих поремећаја код болести крвних судова срца је хронична исхемија срчаног мишића, услед артеритисом изазваних промена на крвним судовима срца. Она по Луцаринију и Пицану може да настане на један од следећа три начина:
| Три најчешћа поремећаја код болести крвних судова срца | Три најчешћа поремећаја код болести крвних судова срца     | Три најчешћа поремећаја код болести крвних судова срца |
|                                                        | Узроци исхемије                                            | Последице |
| ------------------------------------------------------ | ---------------------------------------------------------- | --- |
| 1.                                                     | Сужења (стенозе) епикардијалног дела коронарне циркулације | - атеросклерозом изазване опструкције лумена коронарне артерије - тромбозе и тромбоемболије лумена коронарне артерија - спазма зида коронарне артерије и последичне опструкције лумена коронарне артерије |
| 2.                                                     | Хипертофија (увећања) масе срчаног мишића                  | - хипертофија која није праћена одговарајућим увећањем (умножавањем) циркулације |
| 3.                                                     | Промене у микроциркулацији                                 | - изазвана повишеним крвним притиском (хипертензивна криза) - шећерна болест и друге системске болести |

У етиопатогенезу исхемије срчаног мишића може да буде укључен само један (од у табели наведених фактора) или комбинација два, па и сва три наведена механизма. Тако на пример, болесник са атеросклеротичним обољењем коронарних артерија може да има и хипертензивну хипертрофију леве срчане коморе, као и микроваскуларну болест због дијабетеса.

### Фактори ризика
И поред све бројнијих истраживања још увек није у потпуности разјашњена етиопатогенеза ИБС. Зато се у многобројним студијама описују бројни фактори ризика који предиспонирају одређене особе или одређену популацију (расу, пол, узраст) да оболеле од ИБС, са већом учесталошћу него популација која није изложена истим факторима ризика.
Према неким студијама, учесталост миокардне исхемије код болесника који су преживели срчани удар креће се око 40% а сматра се да је више од 50% свих регистрованих исхемијских епизода неманифестно асимптоматско или немо).
У Фрамингамској студији, која је заснована на тридесетчетворогодишњем праћењу више од 5.000 лица, код 25% пацијената који су доживели срчани удар није било никаквих симптома и знакова и срчани удар није ни био регистрован.
Иако етиопатогенеза атеросклерозе у исхемије счаног мишића није потпуно разјашњена, велику улогу у њеном развоју играју сем повишеног крвног притиска - животна доб и повишене вредности гликемије, раније прележани срчани удар, као и хируршка реваскуларизација срчаног мишића. Остали могући фактори ризика детаљније су приказани у доњим табелама.
| Могући фактори ризика у етиолопатогенези неманифестне исхемијске болести срца. | Могући фактори ризика у етиолопатогенези неманифестне исхемијске болести срца. | Могући фактори ризика у етиолопатогенези неманифестне исхемијске болести срца. |
| Фактори ризика                                                                 | Карактеристике |                                                                                |
| ------------------------------------------------------------------------------ | --- | ------------------------------------------------------------------------------ |
| Независни                                                                      | - пушење дувана, - повишен крвни притисак, - повећани серумски (укупни и ЛДЛ) холестерол, низак ХДЛ холестерол, - шећерна болест, - старије животно доба (мушкарци старости >55 година и жене после менопаузе и старости >65 година.                                                |                                                                                |
| Предсипонирајући                                                               | - гојазност, - абдоминална (трбушна) гојазност, - мала физичка активност, - седентарни начин живота, - позитивна породична анамнеза за исхемијску болест срца у ранијем животном добу (<55 код мушкараца; <65 година код жена), - етничке карактеристике, - психосоцијални фактори. |                                                                                |
| Условни                                                                        | - повишени триглицериди, - повишене мале ЛДЛ честице, - повишен хомоцистеин, - повишен липопротеин Лп (а), - повишен фибриноген, - повишени инфламаторни маркери (Ц-реактивни протеин).                                                                                             |                                                                                |

Исхемијска болест срца најчешће је резултат делимичне опструкције срчане артерије атеромом који настаје на зиду крвног суда у процесу атеросклерозе. Зато се атеросклероза у око 95% случајева јавља као најчешћи, од бројних узрок хроничне исхемије у неманифестној исхемијској болести срца. У осталих 5% случајева узроци могу бити; колагена болест, сифилис, емболија коронарних крвних судова изазвана вегетацијама у бактеријском ендокарду итд.
Такође веома је важно у етиопатогенези разлучити шта је узрок грудног бола, посебно исхемијског, од неисхемијског бола у грудима. Неисхемијски бол може бити изазван неким другим озбиљним узроком, који такође захтева хитно лечење, нпр, дисекција аорте, перикардитис или плућна емболија. Такође треба имати у виду да код пацијената са високим ризиком од срчаних болесдти, узроци могу бити и удружени, тј истовремени.
| Фактори ризика повезани са коронарном атеросклерозом. | Фактори ризика повезани са коронарном атеросклерозом. | Фактори ризика повезани са коронарном атеросклерозом. |
| Фактори ризика                                        | Карактеристике | Степен доказа                                         |
| ----------------------------------------------------- | --- | ----------------------------------------------------- |
| Хипертензија                                          | Ризик од коронарног обољења срца прогресивно расте са растом крвног притиска                                                                                                  | IIa                                                   |
| Гојазност                                             | Због напора или узбуђења, након оброка, статичког напора, за време хладног времена                                                                                            | IIа                                                   |
| Хиперлипидемија                                       | Ризик од настанка коронарне болести расте ако је повећан укупни ниво холестерола у плазми и/или ЛДЛ, уз истовремено ниску вредност ХДЛ у плазми.                              | IIа                                                   |
| Шећерна болест                                        | Ризик за коронарну болест расте 2-3 пута за мушкарце и 3-5 пута за жене | Ib                                                    |
| Пушење                                                | Пушење је значајан фактор ризика за коронарна срчана обољења. Престанак пушења значајно смањује ризик који је упола мањи након прве године непушења.                          | Ib                                                    |
| Алкохол                                               | Веза између коронарног срчаног обољења и алкохола је корелативна - најнижи ризик је при умереном конзумирању алкохола.                                                        | IIb                                                   |
| Породична анамнеза исхемијске болести срца            | Ризик од настанка оштећења коронарне циркулације је већи уколико је у породици било исхемијског обољења срца у ранијем животном добу (<55 код мушкараца; <65 година код жена) | IIа                                                   |
| Пол                                                   | Угрожени су мушкарци и жене након менопаузе. | IIb                                                   |
| Доб                                                   | Ризик расте са годинама. | IIb                                                   |

У неколико епидемиолошких студија, показано је да је пушење важан фактор ризика и да је зависно од дозе тежина последица већа. Престанак пушења је удружен са брзим опадањем инциденце ангинозних болова, која са изједначава са оном код непушача после годину дана од престанка пушења.
 
Шећерна болест је други фактор ризика. Ово је свакако важно код развоја тежих обољења, удружених са коронарном болести. Подаци о повезаности дијабетеса са НИБС су контрадикторни у светлу мултиваријантних анализа, али трајање и тежина дијабетеса погоршава ризик од настанка срчаног удара.

## Дијагноза
Откривање исхемије срчаног мишића (ИМ) код болесника без обзира на то да ли је праћена симптомима или је асимптоматска, значајно је због њеног неповољног утицају на прогнозу. Ангинозни бол је важан симптом исхемије који болесника доводи лекару, а асимптоматску (неманифестну) ИМ треба активно тражити и дијагностиковати на прехоспиталном нивоу.
| Дијагностика пацијента без видљивих знакова акутног коронарног синдрома.. | Дијагностика пацијента без видљивих знакова акутног коронарног синдрома.. | Дијагностика пацијента без видљивих знакова акутног коронарног синдрома.. |
| Врста прегледа                                                            | Примењена испитивања |                                                                           |
| ------------------------------------------------------------------------- | --- | ------------------------------------------------------------------------- |
| Анамнеза                                                                  | - врста карактер и локализација тегоба, - трајање тегоба, погоршање и озбиљност тегоба, - постојање ИБС у породичној анамнези, - досадашње акутне и хроничне болести, - пушење, шећерна болсест, скутни и хронични стрес. |                                                                           |
| Физички преглед                                                           | - стање свести, - тип дисање, - крвни притисак, - аускултација рад срца, - мерење телесна температура и температура удова, - остало према потреби                                                                         |                                                                           |
| Радиографија грудног коша                                                 | - нативни снимак срца и плућа - ЦТ или МР томографија ако се сумња на дисекцију аорте - сцинтиграфија плућа, алтернативно томографи спиралним ЦТ, када се сумња на плућну емболију                                        |                                                                           |
| Гасне анализе у артеријској крви                                          | |                                                                           |
| Биохемијске анализе                                                       | - крвна слика (хемоглобин, леукопцити, еритроцити, тромбоцити) - Ц реактивни протеин - CK, CK-Mb, TnT, TnI, - креатинин - остале анализе према потреби                                                                    |                                                                           |
| Трансторакална ехокардиографија                                           | - код хемодинамских сметњи - код сумње на дисекцију аорте |                                                                           |
| Тест физичким оптерећењем                                                 | - откривање исхемије миокарда на ниском радном оптерећењу |                                                                           |

### Дијагностички тестови[50]
Код свих болесника са суспектном неманифестном исхемијском болести срца потребно је урадити: биохемијске анализе крви, ЕКГ у миру, тест оптерећења, на покретној траци или ергоциклу, терапијску пробу нитроглицерином и додатна испитивања.

#### Примена Бајесовог концепта вероватноће у избору теста
Основа сваког клиничког одлучивања базираног на примени неинвазивних тестова за процену присуства неманифестне исхемијске болести срца је дијагностичка могућност теста да процени њено присуство, односно одсуство. Ово се конвенционално приказује сензитивношћу, специфичношћу и предиктивномвредношћу датог теста и заснива се најчешће на Бајесовом концепту вероватноће.
Идеални тест за процену НИБС мора да има сензитивност и специфичност 100%, а његова предиктивна вредност је 100% у случају позитивног теста и 100% у случају негативног, без обзирана на вероватноћу присуства болести у тестираној популацији пре теста.
| Сензитивност и специфичност теста теста. | Сензитивност и специфичност теста теста. | Сензитивност и специфичност теста теста. |
| Сензитивност теста | Специфичност теста |                                          |
| --- | --- | ---------------------------------------- |
| - Сензитивност теста означава његову способност да у односу на златни стандард (коронарна ангиографија или аутопсија) открије болесника. - Ако је тест нпр 75% сензитиван, то значи да је он у 75 од 100 болесника био право позитиван, а у 25 лажно негативан. | - Специфичност теста је способност теста да препозна здравог испитаника у односу на златни стандард. - Ако је тест нпр 70% специфичан, то значи да је он у 70 здравих испитаника био право негативан, а у 30 лажно позитиван. |                                          |

| Дијагностичка тачност теста.                                                                                         | Дијагностичка тачност теста.                                                           | Дијагностичка тачност теста. |
| --- | -------------------------------------------------------------------------------------- | ---------------------------- |
| Сензитивност (Сн) % болесника код којих ангина пекторис постоји који се могу открити са позитивним тестом ПП/(ПП+ЛН) |                                                                                        |                              |
| Специфичност (Сп) % здравих особа које се могу идентификовати негативним тестом ПН/(ПН+ЛП)                           |                                                                                        |                              |
| Скраћенице | ПП = право позитиван, ЛП = лажно позитиван, ПН = право негативан, ЛН = лажно негативан |                              |

## Терапија
Антитромбоцитна терапија
При сумњи на неманифестну исхемијсу болест срца, болеснику треба одмах дати аспирин у дози 100 мг дневно (по могућству облик који није гастрорезистентан). Терапију треба наставити као дуготрајну, изузев у случају јасних контраиндикација (алергија на аспирин, гастрични крварење после употребе аспирина).
Антикоагулантна терапија
Антикоагулантн лекови се примењују код свих пацијената са АКС (СТЕМИ, НСТЕМИ, НАП) истовремено са антитромбоцитним лековима.
Бета блокатори
Примена β-блокатора је дуготрајна терапија, осим у случају постојања контраиндикација. Нежељена дејства β-блокатора: срчана инсуфицијенција, бронхоспазам, брадикардија, хипотензија.
Статини
Сви болесници, уколико нису присутне јасне контраиндикације (оштећење јетре, миопатија на статине), треба да користе статине независно од вредности холестерола.
Лекове који су прописани болеснику у болници нако постављене дијагнозе треба наставити и даље. Аспирин и β-блокатор доживотно, а ако болесник има јасне контраиндикације за аспирин, дати клопидогрел; АЦЕ инхибитор ако је придружен дијабетес, срчана инсуфицијенција и хипертензија. Уколико пацијент не толерише АЦЕ инхибитори, треба дати један лек из групе Сартана.
Статин пименити дуготрајно за ригорозну контролу липида. Уколико пацијент не толерише статин, дати фибратим и омега 3 масне киселине. Могућа је истовремена примена статина и фибрата, уколико су повишени триглицериди, уз велику опрезност од миопатије.
Обавезна је измена начина живота, редукциона, хипокалоријска и хиполипемијска дијета, аеробна физичка активност уз примену лекова.

## Примарна превенција
Европско удружење кардиолога је као свој циљ зацртало да ниједно новорођено дете у трећем миленијуму не умре и не оболи од кардиоваскуларних болести, пре своје 65 године живота и као примарну превенцију препоручило је „шифру“ која упућује на здрав начин живота и контролу фактора ризика, која гласи:
{\displaystyle 0+3+5+140+5+3+0}
- {\displaystyle 0} — без пушења (ни активног ни пасивног),
- {\displaystyle 3} — најмање 3 km шетње дневно,
- {\displaystyle 5} — препоручљиво је конзумирати 5 оброка дневно са воћем и поврћем (минимум 400-600 g),
- 140 — систолни крвни притисак мањи од 140 mmHg,
- {\displaystyle 5} — укупни холестерол мањи од 5 mmol/l,
- {\displaystyle 3} — ЛДЛ холестерол мањи од 3 mmol/l,
- {\displaystyle 0} — без гојазности и шећерне болести.

## Прогноза
Прогностички значај НИБС још увек је нејасан упркос мноштву података о овој болести, можда зато што ова дијагноза „лабаво обухвата“ јако широк спектар налаза из различитих истражних модалитет. Знаци НИБС крећу се од пролазног, претежно асимптоматског СТ сегмента, чије се одступања открива тек током континуираног амбулантног електрокардиографског мониторинга или на стресом-провоциране асимптоматске електрокардиографске промена физичким напором, изазване недостком перфузије у срчаном мишићу која је изазвана техником стресног поремећаја током снимања.